# 溴化銣
溴化銣，分子式為RbBr，晶體結構類似氯化鈉，其晶格穩定於685皮米。

## 制備
合成溴化銣有很多方法。其中一種為氫氧化銣與溴化氫反應：
RbOH + HBr → RbBr + H2O
另一種方法是用溴化氫中和碳酸銣：
Rb2CO3 + 2HBr → 2RbBr + H2O + CO2
雖然金屬銣也可直接與溴單質發生反應，生成溴化銣，但這種生產工藝不實際，不僅因為金屬銣的價格比碳酸鹽和溴化氫的貴，更重要是該反應可能會引起爆炸。